# Cornelis Engelbrechtsen

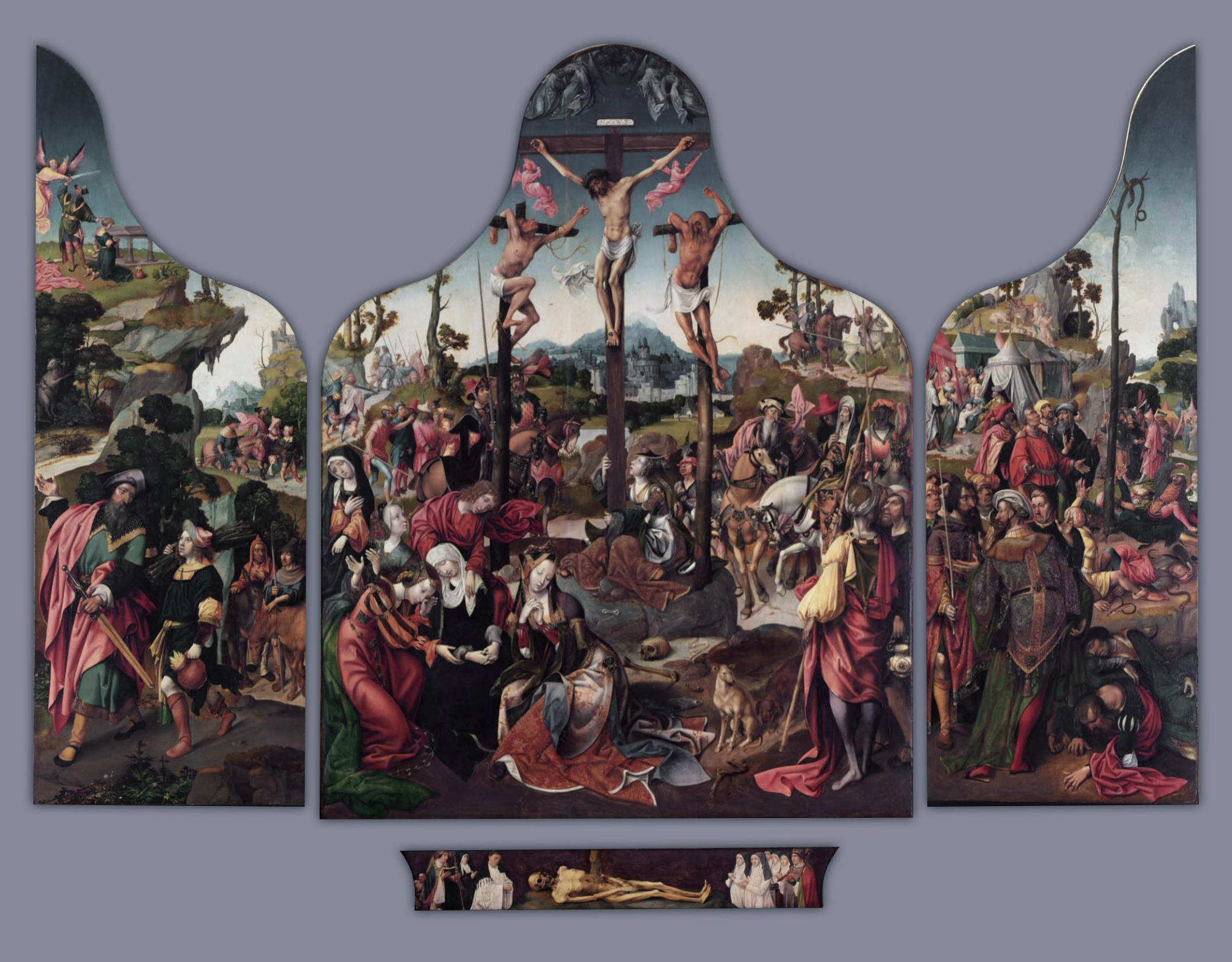
Kreuzigung, etwa 1510–1520. Öl auf Holz. 213,0 × 278,0 cm. Leiden, Museum De Lakenhal.

Cornelis Engelbrechtsen (* 1468 in Leiden; † 1527 oder 1533 ebenda; auch Engelbrechtszoon) war ein niederländischer Maler.

## Leben
Möglicherweise war Cornelis Schüler des Colijn de Coter. Er vertrat den spätgotischen Manierismus in den Niederlanden. Seine Bedeutung liegt in der Überwindung starrer gotischer Gestaltungsformen, in der lockeren und gleichzeitig realistischen Auffassung seiner Bildinhalte und in der Schaffung eines neuen Stimmungsgehaltes in den Hintergrundlandschaften.
Er war Lehrer des Lucas van Leyden und des Aert Claesz van Leyden. Über das Werk seiner zwei malenden Söhne Pieter Cornelisz (Cornelis) gen. Kunst und Lucas gen. Kok herrscht noch weitgehende Unklarheit.

## Zuschreibungen (Auswahl)
- Maria Magdalena und Johannes der Täufer, um 1508 (Aachen, Suermondt-Ludwig-Museum, Inv. Nr. GK 144)
- Beweinung Christi, um 1510 (Aachen, Suermondt-Ludwig-Museum, Inv. Nr. GK 143)